# Kundenauftrag
Ein Kundenauftrag ist ein Auftrag eines externen Auftraggebers (Kunde) mit einem Unternehmen zur Herstellung und Lieferung  eines bestimmten Produktes oder zur Erbringung einer Dienstleistung. Der Begriff des Kunden spielt auch im Qualitätsmanagement eine herausragende Rolle (s. Qualitätsmanagementnorm).
Der Auftraggeber kann ein Endverbraucher, der Handel, ein Importeur oder auch jedes rechtlich selbständige Unternehmen sein. Der Hersteller des Produktes bzw. Erbringer der Dienstleistung wird häufig auch als Auftragnehmer oder Lieferant bezeichnet, deshalb heißt dies auch Kunden-Lieferanten-Verhältnis.
In Abhängigkeit von der Art und Komplexität des Produktes oder der Dienstleistung kann die Spezifikation und Abwicklung eines Kundenauftrages sehr einfach oder auch sehr umfangreich sein. So kann ein Vertrag mehrere Dienste oder Gewerke umfassen; ebenso kann die Auftragserfüllung, -abnahme und -fakturierung in mehreren Abschnitten entsprechend dem Auftragsfortschritt erfolgen. Zwischen Kundenauftrag und Lieferung liegt mindestens ein Arbeitstag, bei komplexen Aufträgen können auch Jahre vergehen (Bauwirtschaft).
Im Rahmen der Auftragserfüllung spricht man in der Produktionswirtschaft auch von Auftragsfertigung.

## Auftragsmanagement und Auftragsabwicklung
Das Kundenauftragsmanagement ist ein Bestandteil des Vertriebsprozess. Es befasst sich mit der Entwicklung und Bereitstellung von geeigneten Abläufen und Prozessen, Software und Ressourcen zur Erfüllung der Kundenaufträge und mit der operativen Abwicklung der Kundenaufträge. Ein Kundenauftrag kann unmittelbar erfüllt werden oder er kann einen mehrstufigen Abwicklungsprozess durchlaufen, der mehrere der folgenden Abwicklungsschritte enthalten kann:
- Auftragsannahme
- Auftragsklärung
- Auftragsbestätigung
- Auftragsvorbereitung
- Auftragsfreigabe
- Auftragserfüllung
- Auftragsabnahme
- Auftragsfakturierung

Zur Verfolgung eines Kundenauftrages muss jedem Auftrag eine eindeutige Auftragsnummer zugeordnet werden. Für die einzelnen Prozessschritte werden entsprechende Statusmeldungen vergeben, die auch als Auftragsstatus bekennzeichnet werden. Die reibungslose Abwicklung und die vollständige und zufriedenstellende Erfüllung eines Kundenauftrages ist auch für die Kundenzufriedenheit und Kundenbindung von großer Bedeutung.
Grundsätzlich kann man drei Auftragsszenarien unterscheiden, die für die Auftragsabwicklung besonders wichtig sind:
- Der Kunde gibt einen Auftrag für ein bereits gefertigtes Produkt oder eine feststehende Dienstleistung ab
- Der Kunde konfiguriert das Produkt oder die Dienstleistung aus einem vordefinierten Produkt-/Dienstleistungsspektrum
- Der Kunde spezifiziert das Produkt bzw. die Dienstleistung ganz oder teilweise auftragsspezifisch

Je nachdem, um welches Szenario es sich handelt, sind die Auftragsprozesse entsprechend einfach oder komplex.

## Inhalt des Kundenauftrags
Ein Kundenauftrag enthält:
- Auftragsnummer, Auftragsdatum
- Kundendaten (Kundenname, Anschrift, …)
- Spezifikation des Auftrages
  - Auftragsposition(en)
    - Auftragsbeschreibung (evtl. mit Anlagen)
    - Auftragsmenge
    - Preis der Auftragsposition
- Beistellungen
- Gesamtpreis (evtl. mit Zahlungsbedingungen und Ab-/Zuschlägen)
- Übergabevereinbarungen (Übergabeort, Übergabetermin, Abnahmemodalitäten, ggf. auch Einrichtungs- und Wartungszusagen)
- Unterschrift(en)

Ein Auftrag kann mehrere Positionen enthalten, die dann jeweils einzeln zu beschreiben und zu spezifizieren sind.

### Kundenaufträge im Dienstleistungsbereich
Die Spezifikation von Kundenaufträgen im Dienstleistungsbereich ist häufig sehr aufwendig, vor allem wenn es sich um eine neue Dienstleistung handelt. So kann die Spezifikation zur Erstellung von Software oder von komplexen administrativen Abläufen hunderte von Seiten betragen. Die Erfüllung eines Auftrages kann oftmals nur unter Begleitung und Mitwirkung des Auftraggebers erfolgen.

### Kundenaufträge im industriellen Bereich
Die Spezifikation von Kundenaufträgen im industriellen Umfeld bzw. zwischen Unternehmen kann sehr aufwendig sein, wenn es sich um ein neues oder einmaliges Produkt handelt. So kann die Spezifikation zur Erstellung einer komplexen technischen Anlage, eines Gebäudes oder einer bestimmten Maschine umfangreiche Dokumente mit tausenden Seiten umfassen, wobei zusätzlich auf bestimmte einzuhaltende Gesetze, Normen und Richtlinien verwiesen wird. Dementsprechend können sich auch die einzelnen Prozessschritte, wie die Auftragsklärung oder die Abnahme, sehr zeitaufwändig und langwierig gestalten.

### Kundenaufträge im Konsumbereich
Die Spezifikation von Kundenaufträgen im Konsumbereich ist einfach, wenn es sich um bereits bekannte Produkte handelt, die der Kunde z. B. aus einem Katalog aussuchen kann. Hier reicht die Angabe einer Artikelnummer oder Bestellnummer aus.
Bei variantenreichen Produkten, vor allem bei technischen Gebrauchsgütern, reicht eine einfache Artikelnummer zur Bestimmung der Produktvariante nicht (mehr) aus; hier muss der Kunde die von ihm gewünschte Produktvariante durch die Angabe von Merkmalen genauer spezifizieren. Daher bieten inzwischen viele Unternehmen im Internet einen Produktkonfigurator an. Besonders komplex ist die Spezifikation von Fahrzeugen, bei der die Angabe von bis zu einhundert Merkmalen erforderlich sein kann.

### Kundenaufträge im handwerklichen Bereich
Die Spezifikation von Kundenaufträgen im Handwerk ist oftmals schwierig, wenn der Auftraggeber seine Wünsche nicht genau beschreiben kann oder wenn – wie bei Reparaturen – der Auftragsumfang vorher nicht exakt definiert werden kann.
Bei bestimmten Aufträgen gibt es auch Leistungen, die mit Hilfe eines Leistungskataloges klassifiziert und bezahlt bzw. vergütet werden. Für das Baugewerbe gibt es umfangreiche Leitfäden mit Checklisten, um den Auftragsprozess zu systematisieren und die Auftragsabwicklung transparent zu gestalten.